# Pertusaria mariae
Pertusaria mariae är en lavart som beskrevs av B. de Lesd. Pertusaria mariae ingår i släktet Pertusaria och familjen Pertusariaceae.   Inga underarter finns listade i Catalogue of Life.